# Tossal d'Algars
El Tossal d'Algars és una muntanya de 333 metres que es troba al municipi de Batea, a la comarca catalana de la Terra Alta.